# Antilloides chupacabras
Espèce
Antilloides chupacabras est une espèce d'araignées aranéomorphes de la famille des Filistatidae.

## Distribution
Cette espèce est endémique du Coahuila au Mexique,. Elle se rencontre dans des grottes dans la Sierra de Mayrán.

## Description
Le mâle holotype mesure 5,03 mm et la femelle paratype 7,16 mm.

## Étymologie
Son nom d'espèce lui a été donné en référence au Chupacabra.

## Publication originale
- Magalhães, 2018 : A new, relictual Antilloides from Mexican caves: first mainland record of the genus and revised placement of the fossil Misionella didicostae (Araneae: Filistatidae). Journal of Arachnology vol. 46, no 2, p. 240-248.